# Thesan
Thesan a fost zeița zorilor de zi din mitologia etruscă.
Thesan a fost și zeiță a nașterilor, deoarece numele ei era invocat adesea la nașterea unui copil.